# Masjid Negara
Masjid Negara en français : « Mosquée nationale », situé à Kuala Lumpur, est la mosquée nationale de Malaisie. Pouvant accueillir 15 000 personnes, elle est l'une des plus grandes mosquées d'Asie du Sud-Est. Elle fut construite en 1965 puis rénovée en 1987. Elle associe une architecture islamique traditionnelle à des matériaux modernes. La structure originale a été conçue par une équipe de trois personnes du Département des travaux publics  : l'architecte britannique Howard Ashley et les Malais Hisham Albakri et Baharuddin Kassim. Son minaret est haut de 73 mètres.